# Copeoglossum nigropunctatum
Copeoglossum nigropunctatum, também conhecido como calango-liso ou mabuya acobreada, é uma espécie de escincídio encontrada na América do Sul.  Tem pele brilhante de bronze ou cobre, com uma faixa longitudinal escura ao longo de cada flanco que geralmente é delimitada por linhas de cor creme.
Foi registrado como presente em grande parte do norte da América do Sul e na Bacia do Rio Amazonas, incluindo Venezuela, Guianas (Guiana, Guiana Francesa, Suriname), Colômbia, Equador, Peru, Brasil, Bolívia e Paraguai.
O espécime-tipo é de uma região chamada Ecgá, no município brasileiro de Tefé, no Amazonas.